# Michael Barratt
Michael Reed Barratt (Vancouver, 21 de junho de 1958) é um astronauta norte-americano.

## Biografia
Formado em zoologia e medicina espacial, entrou para o Jet Propulsion Laboratory da NASA em 1991, sendo admitido como cirurgião de voo da agência em julho de 1992, trabalhando no departamento de operações médicas do ônibus espacial. Em janeiro de 1994, foi designado para participar do programa comum ônibus espacial-Mir, levado a cabo junto com a Roskosmos, a agência espacial russa, o que o fez passar cerca de um ano em treinamento e trabalho na Cidade das Estrelas, perto de Moscou, em apoio a missão STS-71/Mir-18.
Entre 1995 e 1998, serviu como chefe das operações médicas da Estação Espacial Internacional. Viajando constantemente para a Rússia, Barratt trabalhou e manteve contatos profissionais estreitos com seus colegas russos e de outros países no Centro de Treinamento de Cosmonautas Yuri Gagarin, na Cidade das Estrelas, e trabalhou como chefe da equipe de cirurgiões de apoio à Expedição 1 à ISS, de julho de 1998 até ser aceito no curso de astronautas da NASA.
Qualificado como especialista de missão em julho de 2000, passou dois anos em treinamento especializado até ser designado para funções técnicas na seção de operações da estação no departamento de astronautas.
Foi ao espaço pela primeira vez em 26 de março de 2009, a bordo da nave russa Soyuz TMA-14, para um estadia de longa duração na ISS, como integrante da Expedição 19 e da Expedição 20. Integrando a tripulação das duas missões, Barratt passou um total de sete meses em órbita.
Seu segundo voo foi em fevereiro de 2011, como especialista de missão da STS-133, última viagem do ônibus espacial Discovery antes da aposentadoria. Nesta missão, ele passou 13 dias em órbita.
Retornou ao espaço em 2024, a bordo da SpaceX Crew-8.